# سووالكي
سووالكي (بالبولندية: Suwałki) هي مدينة في شمال غرب بولندا، يسكنها ما يقارب 70,000 نسمة. وهي من أهم المراكز التجارية في محافظة بودلاسكي، تقع سوواكي على بعد حوالى 30 كيلومترا من الحدود الليتوانية الجنوبية الغربية. أخذت المدينة اسمها من المنطقة المحمية البولندية المعروفة باسم حديقة سوواكي لاندكيب. وتعتبر مدينة سووالكي هي أكبر مدينة وعاصمة في منطقة سووالكي التاريخية.

## المناخ
يظهر الجدول التالي التغييرات المناخية على مدار السنة لسووالكي:
| البيانات المناخية لـسووالكي                                           | البيانات المناخية لـسووالكي | البيانات المناخية لـسووالكي | البيانات المناخية لـسووالكي | البيانات المناخية لـسووالكي | البيانات المناخية لـسووالكي | البيانات المناخية لـسووالكي | البيانات المناخية لـسووالكي | البيانات المناخية لـسووالكي | البيانات المناخية لـسووالكي | البيانات المناخية لـسووالكي | البيانات المناخية لـسووالكي | البيانات المناخية لـسووالكي | البيانات المناخية لـسووالكي |
| الشهر                                                                 | يناير                       | فبراير                      | مارس                        | أبريل                       | مايو                        | يونيو                       | يوليو                       | أغسطس                       | سبتمبر                      | أكتوبر                      | نوفمبر                      | ديسمبر                      | المعدل السنوي               |
| --------------------------------------------------------------------- | --------------------------- | --------------------------- | --------------------------- | --------------------------- | --------------------------- | --------------------------- | --------------------------- | --------------------------- | --------------------------- | --------------------------- | --------------------------- | --------------------------- | --------------------------- |
| الدرجة القصوى °م (°ف)                                                 | 9.6 (49.3)                  | 10.9 (51.6)                 | 16.8 (62.2)                 | 24.9 (76.8)                 | 29.2 (84.6)                 | 32.2 (90.0)                 | 37.0 (98.6)                 | 35.2 (95.4)                 | 30.8 (87.4)                 | 23.9 (75.0)                 | 13.9 (57.0)                 | 11.3 (52.3)                 | 37.0 (98.6)                 |
| متوسط درجة الحرارة الكبرى °م (°ف)                                     | −2.8 (27.0)                 | −2.5 (27.5)                 | 2.1 (35.8)                  | 10.2 (50.4)                 | 18.5 (65.3)                 | 20.6 (69.1)                 | 22.4 (72.3)                 | 21.4 (70.5)                 | 16.4 (61.5)                 | 11.8 (53.2)                 | 4.0 (39.2)                  | −0.5 (31.1)                 | 10.1 (50.2)                 |
| المتوسط اليومي °م (°ف)                                                | −4.7 (23.5)                 | −4.3 (24.3)                 | −0.5 (31.1)                 | 6.0 (42.8)                  | 12.9 (55.2)                 | 15.2 (59.4)                 | 17.2 (63.0)                 | 16.1 (61.0)                 | 11.8 (53.2)                 | 6.9 (44.4)                  | 1.3 (34.3)                  | −2.3 (27.9)                 | 6.3 (43.3)                  |
| متوسط درجة الحرارة الصغرى °م (°ف)                                     | −6.6 (20.1)                 | −6.1 (21.0)                 | −3.1 (26.4)                 | 1.8 (35.2)                  | 7.3 (45.1)                  | 9.8 (49.6)                  | 12.0 (53.6)                 | 10.8 (51.4)                 | 7.2 (45.0)                  | 2.0 (35.6)                  | −1.4 (29.5)                 | −4.1 (24.6)                 | 2.5 (36.5)                  |
| أدنى درجة حرارة °م (°ف)                                               | −35.5 (−31.9)               | −30.3 (−22.5)               | −28.8 (−19.8)               | −12.3 (9.9)                 | −5.0 (23.0)                 | −1.5 (29.3)                 | 1.7 (35.1)                  | 0.4 (32.7)                  | −4.6 (23.7)                 | −14.2 (6.4)                 | −22.1 (−7.8)                | −26.8 (−16.2)               | −35.5 (−31.9)               |
| الهطول مم (إنش)                                                       | 36 (1.4)                    | 25 (1.0)                    | 31 (1.2)                    | 38 (1.5)                    | 53 (2.1)                    | 78 (3.1)                    | 77 (3.0)                    | 77 (3.0)                    | 53 (2.1)                    | 47 (1.9)                    | 47 (1.9)                    | 41 (1.6)                    | 603 (23.7)                  |
| متوسط أيام هطول الأمطار                                               | 15                          | 13                          | 15                          | 12                          | 12                          | 14                          | 15                          | 14                          | 13                          | 16                          | 15                          | 15                          | 169                         |
| متوسط الرطوبة النسبية (%)                                             | 85                          | 85                          | 85                          | 82                          | 77                          | 77                          | 79                          | 80                          | 80                          | 82                          | 85                          | 86                          | 82                          |
| ساعات سطوع الشمس الشهرية                                              | 35                          | 53                          | 92                          | 153                         | 219                         | 225                         | 222                         | 212                         | 150                         | 89                          | 46                          | 32                          | 1٬528                       |
| المصدر #1: Institute of Meteorology and Water Management[بحاجة لمصدر] |                             |                             |                             |                             |                             |                             |                             |                             |                             |                             |                             |                             |                             |
| المصدر #2: مكتب الإحصاء المركزي [الإنجليزية][بحاجة لمصدر]             |                             |                             |                             |                             |                             |                             |                             |                             |                             |                             |                             |                             |                             |

## توأمة
لسووالكي اتفاقيات توأمة مع كل من:
- ريزكني
- تشيرنياخوفسك
- فورو (بلدة)
- فارن
- نيمينسينه

## أعلام
- أندريه فايدا
- إستر ألان
- موريس روزنفيلد
- بنحاس سابير
- ماريا كونوبنيكا